# Paliers d'alerte de la Covid-19 au Québec
Pour un article plus général, voir Pandémie de Covid-19 au Québec.
Cet article détaille le système d’alertes et d’interventions régionales du gouvernement du Québec lors de la pandémie de Covid-19.
Le 8 septembre 2020, le ministre de la Santé Christian Dubé annonce la mise en place d'un système régional de paliers d'alertes,. Cela permet d'avoir des mesures différenciées par région selon 3 critères: la situation épidémiologique, le contrôle de transmission et la capacité du système de soins à traiter les cas. Un palier est attribué à chaque région du Québec, et est changé selon l'évolution de la situation.
Chaque palier d'alerte a une couleur associée:
- Palier 1 –  « Vigilance »: vert
- Palier 2 – « Préalerte »: jaune
- Palier 3 – « Alerte »: orange
- Palier 4 – « Alerte maximale »: rouge

Il y a des mesures différentes pour 2 paliers: palier 1 (vert) et 3 (orange). Le palier 2 (jaune) consiste au renforcement des mesures de contrôle du palier 1 (vert). Celles du palier 4 (rouge) sont ciblées et plus restrictives que celles des 3 autres paliers.
Dans tous les cas, il est demandé d’éviter les contacts sociaux non nécessaires, par exemple les rassemblements en famille ou entre amis, les mariages, les funérailles, etc.

## Paliers d'alerte et d'interventions[3]

### Palier 1 - Vigilance (vert)
| Mesure renforcée                                     | Détail |
| ---------------------------------------------------- | --- |
| Rassemblements privés à l’intérieur ou à l’extérieur | Maximum de 10 personnes |
| Activités organisées dans un lieu public             | - Maximum de 50 personnes à l’intérieur (salles louées, lieux de culte, événements festifs, mariages, célébrations professionnelles ou scolaires, etc.) - Dans un lieu avec permis d’alcool : fin de la vente d’alcool à minuit, aucune consommation après 1 h et activités dansantes interdites - Maximum de 250 personnes à l’extérieur |
| Auditoires et audiences dans un lieu public          | - Maximum de 250 personnes - Personnes assises, relativement immobiles, parlent peu ou pas, sous supervision de personnel (salles de spectacle, théâtres, cinémas, etc.) |
| Bars, brasseries, tavernes, casinos et restaurants   | * Maximum de 10 personnes par table - Bars, brasseries, tavernes et casinos ouverts avec capacité d’accueil à 50 %, fin de la vente d’alcool et de nourriture à minuit, fermeture à 1 h et obligation de tenir un registre de la clientèle - Restaurants ouverts                                                                          |
| Déplacements interrégionaux                          | Autorisés |
| Autres mesures applicables à long terme              | - Interventions policières accrues - Rapports d’infraction et amendes pour le non-respect du port du couvre-visage |

### Palier 2 - Préalerte (jaune)
Les mesures de base, identiques à celle du palier 1, sont alors renforcées et davantage d’actions sont déployées pour promouvoir et encourager leur respect.

### Palier 3 - Alerte (orange)
| Mesure renforcée                                     | Détail |
| ---------------------------------------------------- | --- |
| Rassemblements privés à l’intérieur ou à l’extérieur | Rassemblements privés interdits |
| Activités organisées dans un lieu public             | Maximum de 100 personnes, port du masque obligatoire, distanciation physique de 2 m                                                                             |
| Auditoires et audiences dans un lieu public          | Maximum de 100 personnes dans les lieux de culte et dans les cinémas. Port du masque obligatoire et distanciation physique de 2 m avec les autres participants. |
| Bars, brasseries, tavernes, casinos                  | Fermés. |
| Restaurants                                          | Maximum de 2 adultes par table accompagnés de leurs enfants mineurs.                                                                                            |
| Commerces                                            | - 1 personne par ménage recommandée - Services de livraison et aide des proches privilégiés pour les personnes à risque élevé de complications                  |
| Déplacements interrégionaux                          | Non recommandés |
| CHSLD                                                | - Visites à des fins humanitaires - Visites des proches aidants apportant une aide significative                                                                |
| Résidence privée pour aînés (RPA)                    | Aucune visite |
| Autres mesures applicables à long terme              | Interventions policières accrues et remise d’amende pour le non-respect des règles. Couvre-feu de 21h30 à 5h.                                                   |

1. ↑  L'italique indique que la mesure est identique au palier inférieur.

### Palier 4 - Alerte maximale (rouge)
Alerte maximale applique de manière ciblée des mesures plus restrictives pouvant aller jusqu’à faire cesser les activités non essentielles pour lesquelles le risque ne peut pas être contrôlé suffisamment, en évitant autant que possible un confinement généralisé comme lors de la première vague de la pandémie.
Les écoles restent ouvertes. Dans les écoles secondaires, le port du masque est obligatoire dans la cour de l’établissement et dans la classe pour les élèves de la maternelle jusqu’en secondaire 5. Les élèves dînent à leur place restrictive. Les sports d'équipe doivent se pratiquer en groupe-bulle, en milieu scolaire et en ligues. Les élèves de troisième, quatrième et cinquième secondaire se présentent à l'école un jour sur deux, et assistent à des cours à distance l'autre jour. Les enseignants restent à 2 m ou plus de distance pour pouvoir retirer leur masque afin d’enseigner correctement. Le retour en classe en zone rouge se fait à partir de 29 mars.
Pour les secondaire 3, 4 et 5, le retour en classe à l'école une journée sur deux en zone rouge se fait à partir de 12 avril.

Couvre-feu de 21h30 à 5h.
Les gyms, spas, piscines publiques, restaurants, bars, microbrasseries et autres sont fermés. Les restaurants offrent seulement le service de cueillette ou de livraison. À partir du 26 mars, les gyms et autres activités sportives reprennent graduellement.

## Chronologie des paliers
| Région administrative         | 2020      | 2020      | 2020      | 2020      | 2020      | 2020    | 2020    | 2020    | 2020    | 2020    | 2020    | 2020     | 2020     | 2020     | 2020     | 2020     | 2020     | 2020     | 2021    | 2021    | 2021 | 2021 | 2021  | 2021  | 2021 | 2021 | 2021 | 2021 | 2021 | 2021 | 2021 |
| Région administrative         | septembre | septembre | septembre | septembre | septembre | octobre | octobre | octobre | octobre | octobre | octobre | novembre | novembre | novembre | novembre | décembre | décembre | décembre | janvier | février | mars | mars | avril | avril | mai  | mai  | mai  | juin | juin | juin | juin |
| Région administrative         | 8         | 15        | 20        | 22        | 28,       | 5       | 9       | 11      | 16      | 24      | 31      | 1        | 10       | 12       | 23       | 4        | 11       | 17       | 7       | 8       | 8    | 26   | 1     | 14    | 10,  | 24   | 31   | 7,   | 14   | 21   | 28   |
| ----------------------------- | --------- | --------- | --------- | --------- | --------- | ------- | ------- | ------- | ------- | ------- | ------- | -------- | -------- | -------- | -------- | -------- | -------- | -------- | ------- | ------- | ---- | ---- | ----- | ----- | ---- | ---- | ---- | ---- | ---- | ---- | ---- |
| Bas-Saint-Laurent             |           |           |           |           |           |         |         |         |         |         |         |          |          |          |          |          |          |          |         |         |      |      |       |       |      |      |      |      |      |      |      |
| Saguenay–Lac-Saint-Jean       |           |           |           |           |           |         |         |         |         |         |         |          |          |          |          |          |          |          |         |         |      |      |       |       |      |      |      |      |      |      |      |
| Capitale-Nationale            |           |           |           |           |           |         |         |         |         |         |         |          |          |          |          |          |          |          |         |         |      |      |       |       |      |      |      |      |      |      |      |
| Mauricie                      |           |           |           |           |           |         |         |         |         |         |         |          |          |          |          |          |          |          |         |         |      |      |       |       |      |      |      |      |      |      |      |
| Estrie                        |           |           |           |           |           |         |         |         |         |         |         |          |          |          |          |          |          |          |         |         |      |      |       |       |      |      |      |      |      |      |      |
| Montréal                      |           |           |           |           |           |         |         |         |         |         |         |          |          |          |          |          |          |          |         |         |      |      |       |       |      |      |      |      |      |      |      |
| Outaouais                     |           |           |           |           |           |         |         |         |         |         |         |          |          |          |          |          |          |          |         |         |      |      |       |       |      |      |      |      |      |      |      |
| Abitibi-Témiscamingue         |           |           |           |           |           |         |         |         |         |         |         |          |          |          |          |          |          |          |         |         |      |      |       |       |      |      |      |      |      |      |      |
| Côte-Nord                     |           |           |           |           |           |         |         |         |         |         |         |          |          |          |          |          |          |          |         |         |      |      |       |       |      |      |      |      |      |      |      |
| Nord-du-Québec                |           |           |           |           |           |         |         |         |         |         |         |          |          |          |          |          |          |          |         |         |      |      |       |       |      |      |      |      |      |      |      |
| Gaspésie–Îles-de-la-Madeleine |           |           |           |           |           |         |         |         |         |         |         |          |          |          |          |          |          |          |         |         |      |      |       |       |      |      |      |      |      |      |      |
| Chaudière-Appalaches          |           |           |           |           |           |         |         |         |         |         |         |          |          |          |          |          |          |          |         |         |      |      |       |       |      |      |      |      |      |      |      |
| Laval                         |           |           |           |           |           |         |         |         |         |         |         |          |          |          |          |          |          |          |         |         |      |      |       |       |      |      |      |      |      |      |      |
| Lanaudière                    |           |           |           |           |           |         |         |         |         |         |         |          |          |          |          |          |          |          |         |         |      |      |       |       |      |      |      |      |      |      |      |
| Laurentides                   |           |           |           |           |           |         |         |         |         |         |         |          |          |          |          |          |          |          |         |         |      |      |       |       |      |      |      |      |      |      |      |
| Montérégie                    |           |           |           |           |           |         |         |         |         |         |         |          |          |          |          |          |          |          |         |         |      |      |       |       |      |      |      |      |      |      |      |
| Centre-du-Québec              |           |           |           |           |           |         |         |         |         |         |         |          |          |          |          |          |          |          |         |         |      |      |       |       |      |      |      |      |      |      |      |
| Nunavik                       |           |           |           |           |           |         |         |         |         |         |         |          |          |          |          |          |          |          |         |         |      |      |       |       |      |      |      |      |      |      |      |

- Mesures particulières
- Vigilance
- Préalerte
- Préalerte avec exceptions pour certains territoires
- Alerte
- Alerte avec exceptions pour certains territoires
- Alerte maximale

### Mesures supplémentaires débutant le1eroctobre 2020(palier rouge, alerte maximale)
Le palier rouge entre en vigueur pour 4 régions administratives du Québec le 1er octobre, et sont pour une durée de 28 jours, jusqu'au 28 octobre. Bien que la nouvelle aie été annoncée le 28 septembre, les mesures s'appliquent seulement à partir du 1er octobre.
Mesures supplémentaires:
- Seuls les habitants d'une même adresse peuvent se rassembler. Les rassemblements dans les domiciles privés seront autrement interdits.
  - Exceptions pour les proches aidants, les enfants en garde partagée, les personnes offrant un service ou du soutien ou les personnes qui font des travaux de construction déjà prévus.
- Les activités de groupe organisées dans un endroit public intérieur seront interdites. À l'extérieur, la distanciation physique de 2 mètres demeure la norme.
  - Dans les manifestations, le port du masque sera obligatoire.
- Les lieux accueillant un auditoire (salles de spectacle, cinémas, théâtres, bibliothèques, musées) seront fermés.
  - Exception autorisée pour les lieux de culte et pour les funérailles, mais en accueillant un maximum de 25 personnes.
- Les bars, brasseries, tavernes et casinos seront fermés ainsi que les salles à manger des restaurants (seulement la livraison et les commandes pour emporter seront autorisées).
  - Les déplacements non essentiels vers une région verte, jaune ou orange et à l'extérieur du Québec seront non recommandés.
- Dans les milieux de vie pour personnes aînées et vulnérables, seules les visites nécessaires à des fins humanitaires et celles des proches aidants apportant une aide significative à un usager sont autorisées (une personne à la fois, et un maximum de deux personnes par jour en CHSLD).
- Les services professionnels et de santé en cabinet privé demeureront ouverts uniquement pour les services nécessitant d'être en personne.
- Les commerces et les entreprises demeurent ouverts. La distanciation physique de 2 mètres et le port du masque sont obligatoires dans les commerces.
- Les soins personnels et esthétiques sont maintenus selon les normes sanitaires en vigueur.